# Sukamulya (Cugenang)
Sukamulya is een bestuurslaag in het regentschap Cianjur van de provincie West-Java, Indonesië. Sukamulya telt 5731 inwoners (volkstelling 2010).